# Matías Parolari
Matías Parolari (Tandil, Buenos Aires, Argentina; 1 de diciembre de 1984) es futbolista argentino. Juega de delantero y su equipo actual es Deportivo Madryn que disputa el Torneo Argentino A.

## Trayectoria
En 2014, tras su arribo en 2013 al Deportivo Madryn, logró ganar la temporada 2013-14 del Argentino B y ser el máximo goleador de dicho torneo.

## Clubes
| Club                   | País      | Año           |
| ---------------------- | --------- | ------------- |
| Santamarina            | Argentina | 2005          |
| Racing (O)             | Argentina | 2009          |
| Independiente (T)      | Argentina | 2009-2010     |
| Grupo Universitario    | Argentina | 2010-2011     |
| Independiente (T)      | Argentina | 2011-2012     |
| Racing (T)             | Argentina | 2012-2013     |
| Deportivo Madryn       | Argentina | 2013-2014     |
| Club Atlético Alvarado | Argentina | 2015          |
| Sportivo Las Parejas   | Argentina | 2015          |
| Independiente (T)      | Argentina | 2015-presente |

## Palmarés

### Campeonatos nacionales
| Título             | Club             | País      | Año     |
| ------------------ | ---------------- | --------- | ------- |
| Torneo Argentino B | Deportivo Madryn | Argentina | 2013-14 |

### Distinciones individuales
| Distinción                       | Año     |
| -------------------------------- | ------- |
| Goleador del Torneo Argentino B. | 2013-14 |